# Henry Augustus Pilsbry
Henry Augustus Pilsbry, född 7 december 1862 i Iowa City, Iowa, USA, död 26 oktober 1957 i Lantana, Florida, var en amerikansk biolog, malakolog och karcinolog. Han var en inflytelserik person inom forskningen om ryggradslösa djur i nästan ett århundrade. Under större delen av sin karriär var hans auktoritet inom klassificeringen av organismer som havstulpaner, ledsnäckor, och nordamerikanska blötdjur  och andra ohotad.

## Biografi
Pilsbry tillbringade sin barndom och ungdom i Iowa. Han kallades "Harry" Pilsbry då, och utvecklade en tidig fascination för den begränsade faunan av blötdjur han kunde hitta. Han studerade vid University of Iowa och tog kandidatexamen där 1882, men fick inte omedelbart anställning inom sitt intresseområde. Istället arbetade han för förlag och tidningar under de kommande åren, men ägnade större delen av sin fritid åt att studera blötdjur.
År 1887 fick han anställning i New York City som korrekturläsare, men träffade snart George Washington Tryon, expert på blötdjur vid Academy of Natural Sciences of Philadelphia, och arkitekt och författare till den pågående Manual of Concology i flera volymer. Detta möte ledde inom några månader till att Tryon anställde Pilsbry som assistent. Han var utan tvekan imponerad av den unge mannens talanger som korrekturläsare, betydande expert på teknisk illustration, och särskilt av hans obestridliga entusiasm för studier av blötdjur och betydande kunskaper i ämnet.
Mindre än tre månader efter att Pilsbry började sitt nya arbete dog George Tryon och hans nya assistent ärvde, bara 25 år gammal och kanske till vissas förvåning, titlarna "Conservator of the Conchology Section" och "Redaktör" för Conchology Manual.

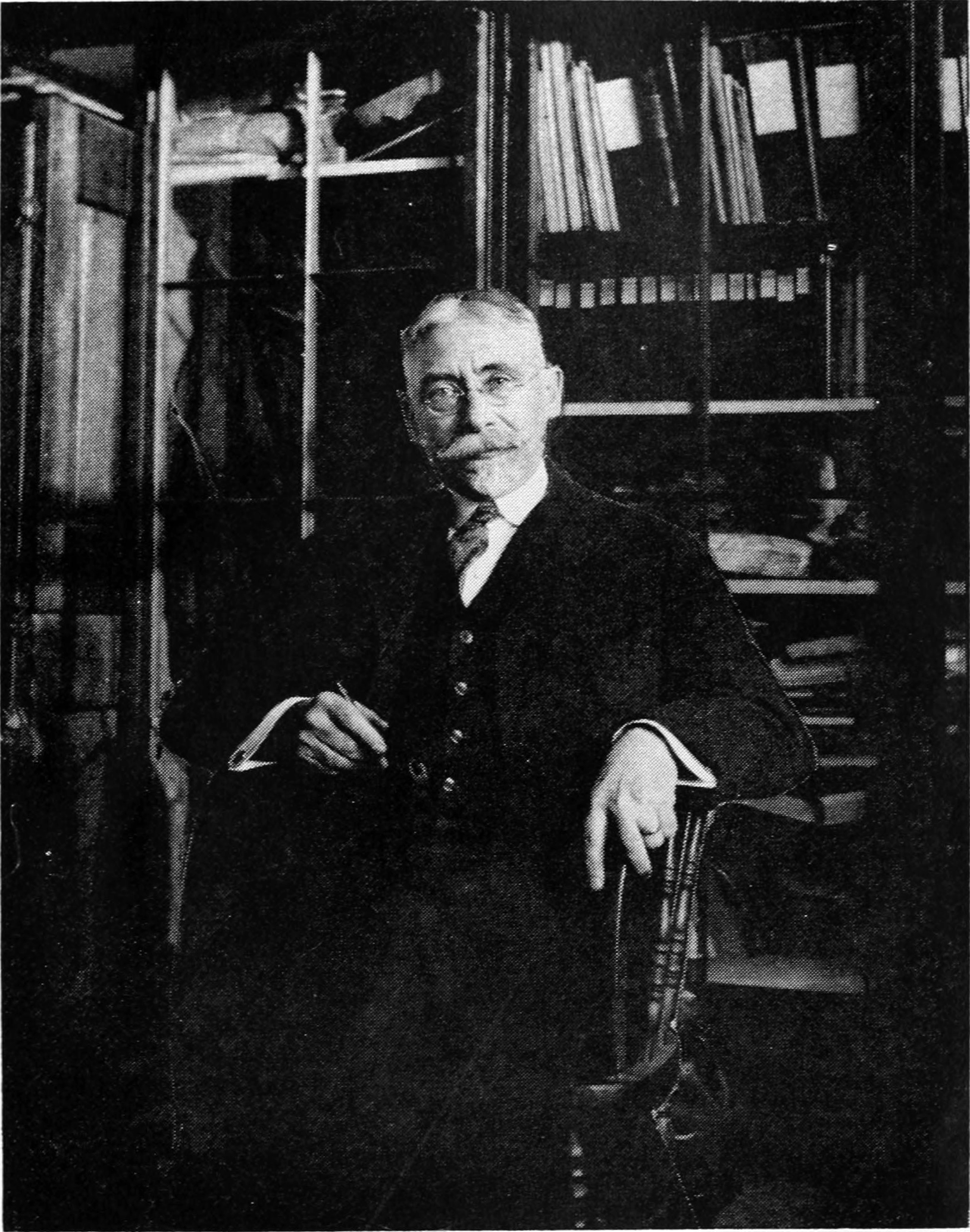
Henry Augustus Pilsbry 1900-1910.

Pilsbry visade sig snart vara kapabel till stora insatser och hans vetenskapliga produktion var anmärkningsvärd. Under de följande fem åren producerade han hundratals detaljerade sidor i Conchologys Manual, förberedde många av plåtarna själv och grundade Nautilus, en inflytelserik tidskrift för malakologi som har överlevt in på 2000-talet. Han gifte sig också under denna period med Adeline Avery. Hans college, University of Iowa, hedrade honom med ett hedersdoktorat i naturvetenskap 1899 och han fick senare två andra hedersdoktorat vid University of Pennsylvania, 1940, och Temple University, 1941. År 1929 deltog Pilsbry i Pinchot South Sea Expedition och han var den första ordföranden för American Malacological Union (Society) grundad 1931.
Under nästan alla de kommande 57 åren av sitt långa liv tillbringade Pilsbry sin tid med att skriva över 3 000 vetenskapliga artiklar, mestadels under tiden vid Academy of Natural Sciences. De flesta av hans längsta artiklar publicerades av Akademien. De kortare kunde vanligtvis hittas i Nautilus. Den stora majoriteten av hans arbete bar enbart hans namn, även om det ibland fanns medförfattare eller yngre författare, av vilka några var mer sponsorer än forskare. Det är anmärkningsvärt att han inte alltid begränsade sig till de studieområden som han redan var nära förknippad med, utan snarare ibland skulle avvika till andra vetenskapsområden, från geologi och paleontologi till taxonomin av armfotingar.
Pilsbrys fältarbete gav en jämn tillgång av nya exemplar för studier, dissekering och illustration, och en till synes oändlig mängd nya arter att namnge. Han namngav 5 680 organismer, publicerade i en fullständig lista i en 218-sidig volym. Han utförde ett omfattande fältarbete, och var klart en sakkunnig i att villkorslöst arbeta i naturen. Han samlade blötdjur över praktiskt taget hela USA, och i ett antal andra länder som Argentina, Australien, Bahamas, Kokosöarna, Kuba, Galapagosöarna, Guatemala, Marquesasöarna, Mexiko, Panama, Peru med flera. Hans intellektuella räckvidd sträckte sig ännu längre, genom gemensamma insatser med andra kollegor som i Afrika med Joseph Bequaert och den Japan med Yoichiro Hirase.
Pilsbry drabbades av en hjärtattack i slutet av 1957 när han arbetade på Philadelphia Academy. Han verkade återhämta sig från denna allvarliga händelse, men dog i sitt vinterhem i Florida, ungefär en och en halv månad senare, genom en liknande händelse.